# Czuryława (rejon orszański)
Czuryława (biał. Чурылава; ros. Чурилово, Czuriłowo, pol. hist. Czuryłowo) – wieś na Białorusi, w obwodzie witebskim, w rejonie orszańskim, w sielsowiecie Barzdouka.

## Historia
W XIX i w początkach XX w. wieś, osada i majątek ziemski, położone w Rosji, w guberni mohylewskiej, w powiecie horeckim, w gminie Puhłaje. Na przełomie wieków osada należała do Pazdziejewych i Jakolewiczów, majątek był własnością Baranowskich i Białołużjów.
Następnie w granicach Związku Sowieckiego. W kwietniu 1944 Niemcy dokonali pacyfikacji wsi, zabijając 30 mieszkańców i paląc wszystkie 60 gospodarstw.
Od 1991 wieś leży w niepodległej Białorusi.